# 阿爾韋托·莫雷諾
阿爾韋托·莫雷諾·佩雷斯（西班牙語：Alberto Moreno Pérez, 1992年7月5日—）是一位西班牙足球運動員，在場上司職左後衛。現效力於意甲球隊科木。莫雷諾曾代表西班牙國家足球隊參加賽事。

## 俱樂部生涯

### 塞維利亞
莫雷諾出生在安達盧西亞塞維利亞，因此它的青訓時期也在塞維利亞足球俱樂部度過。在他的首個職業賽季，他代表塞維利亞預備隊參加西班牙第三級別足球聯賽的賽事。2012年4月8日，他首次代表塞維利亞一隊參賽，這也是他的首場西甲賽事。他在塞維利亞客場0–1不敵畢爾巴鄂競技的一場西甲比賽中在最後時刻替換曼努埃爾·德爾莫拉爾·費爾南德斯上場。
2013年2月，莫雷諾完全晉升至塞維利亞一隊。在10月4日，莫雷諾更新了他和俱樂部的契約，簽約至2018年。
2013年10月20日，莫雷諾在塞維利亞2–2戰平皇家巴利亞多利德足球俱樂部的比賽中打入了自己的首個職業進球。

### 利物浦
2014年8月12日，經過了一個半月的談判，利物浦同意支付1200萬英鎊的轉會費，莫雷諾從塞維利亞轉會利物浦。莫雷諾在消息曝光之後退出了當晚在卡迪夫城運動場舉行的2014年歐洲超級盃塞維利亞對陣皇家馬德里的比賽中塞維利亞隊的大名單。他在4天之後正式轉會，球衣號碼是18號。
2014年8月26日，莫雷諾在利物浦客場對曼城的比賽中首次代表利物浦出場。他首發出場並且打滿了90分鐘。這場比賽利物浦以1-3不敵對手。他在5天後首次代表利物浦進球。在利物浦客場3–0戰勝熱刺的比賽中，他打入了最後一球。這個進球是他在比賽第60分鐘時打入的。12月29日，在利物浦主場4-1戰勝斯旺西城的比賽中，他打空門得手再進一球。

### 維拉利爾
2019年7月9日，莫雷诺与維拉利爾签订了一份为期五年的合同。
2021年5月26日，莫雷诺与維拉利爾赢得了欧霸盃冠軍，他在互射十二碼階段打进一球。

## 国家队生涯

### 青年队
Moreno曾代表西班牙21岁以下国家队参加了2013年欧洲U-21锦标赛，他作为主力球员帮助球队保持了欧洲冠军头衔。赛事结束后，他还入选了UEFA官方评选的全锦标赛阵容。

### 国家队
2013年10月4日，Moreno被征召入选西班牙国家队参加了2014年国际足联世界杯预选赛中对阵格鲁吉亚的比赛。 他在同年10月15日的比赛中完成了自己的国家队首秀，并在一场2-0的胜利中踢满全场，比赛地点为阿尔瓦塞特。
Moreno入选了维森特·德尔·博斯克为巴西世界杯制定的30人初选名单，但最终未能进入最终名单，成为其中被裁掉的七名球员之一。
三年多时间过去后，Moreno于2017年11月被胡伦·洛佩特吉重新征召，参加了与哥斯达黎加和俄罗斯的友谊赛。

## 个人生活
Moreno有很多纹身。2016年4月，他的腿上装饰了一幅穿着西装戴着耳机、手持枪支的黑猩猩的图案；ESPN FC评论说：“请不要问，因为我们一点头绪也没有。” 他的腿后面装饰有他家乡Plaza de España的坐标。 Moreno与伴侣Lilia Granadilla育有两个孩子。

## 數據

### 俱樂部
最後更新：2015年5月24日
| 球隊     | 賽季     | 聯賽     | 聯賽   | 盃賽     | 盃賽   | 歐洲賽事 | 歐洲賽事 | 其他     | 其他   | 總計     | 總計   |
| 球隊     | 賽季     | 出場次數 | 進球數 | 出場次數 | 進球數 | 出場次數 | 進球數   | 出場次數 | 進球數 | 出場次數 | 進球數 |
| -------- | -------- | -------- | ------ | -------- | ------ | -------- | -------- | -------- | ------ | -------- | ------ |
| 塞維利亞 | 2011–12  | 1        | 0      | 0        | 0      | 0        | 0        | 0        | 0      | 1        | 0      |
| 塞維利亞 | 2012–13  | 15       | 0      | 2        | 0      | 0        | 0        | 0        | 0      | 15       | 0      |
| 塞維利亞 | 2013–14  | 29       | 3      | 0        | 0      | 14       | 0        | 0        | 0      | 43       | 3      |
| 塞維利亞 | 總計     | 45       | 3      | 2        | 0      | 14       | 0        | 0        | 0      | 61       | 3      |
| 利物浦   | 2014–15  | 28       | 2      | 6        | 0      | 7        | 0        | 0        | 0      | 41       | 2      |
| 利物浦   | 總計     | 28       | 2      | 6        | 0      | 7        | 0        | 0        | 0      | 41       | 2      |
| 生涯總計 | 生涯總計 | 73       | 5      | 8        | 0      | 21       | 0        | 0        | 0      | 102      | 5      |

### 國家隊
最後更新：2014年5月30日
| 西班牙 | 西班牙 | 西班牙 |
| 年份   | 出場   | 進球   |
| ------ | ------ | ------ |
| 2013   | 2      | 0      |
| 2014   | 1      | 0      |
| 總計   | 3      | 0      |

## 榮譽

### 俱樂部
塞維利亞
- 歐洲聯賽冠軍：2013–14[22]

利物浦
- 歐洲冠軍聯賽冠軍：2018–2019

比利亚雷尔
- 歐洲聯賽冠軍：2020–2021

### 國家隊
西班牙U21
- 歐洲U-21足球錦標賽: 2013

## 外部連結
- BDFutbol profile （页面存档备份，存于）
- Futbolme profile Archive.today的存檔，存档日期2013-02-16 （西班牙文）
- 阿爾韋托·莫雷諾在 National-Football-Teams.com 上的出场纪录
- Alberto Moreno – FIFA國際賽競賽紀錄 (存檔)